# Ethmolaimus distephanus
Ethmolaimus distephanus is een rondwormensoort uit de familie van de Ethmolaimidae. De wetenschappelijke naam van de soort is voor het eerst geldig gepubliceerd in 1917 door de Cillis.